# Джанлуїджі Доннарумма
Джанлуїджі Доннарумма (італ. Gianluigi Donnarumma; нар. 25 лютого 1999, Кастелламмаре-ді-Стабія) — італійський футболіст, воротар «Парі Сен-Жермен» і національної збірної Італії.У 2021 році Доннарумма отримав «Трофей Яшина» як найкращий воротар року за версією France Football.

## Клубна кар'єра

### Мілан

#### Сезон 2015-2016
Джанлуїджі є вихованцем системи «Мілана». В 2015 році тренер команди почав запрошувати його тренуватись і грати за основу команди. Дебют в чемпіонаті Італії з футболу відбувся 25 жовтня 2015 року в матчі проти «Сассуоло» в якому молодий голкіпер пропустив перший м'яч на 53 хвилині від нападника Сассуоло — Доменіко Берарді. У цьому ж матчі Доннарумма став наймолодшим воротарем в історії італійської першості, побивши рекорд Джанлуїджі Буффона. Також він став другим в історії наймолодшим гравцем дебютантом «Мілану» після легендарного захисника Паоло Мальдіні. Перший сухий матч Доннарумма відстояв вже в наступному турі проти команди «К'єво», який завершився з рахунком 1:0. У наступному турі в матчі з «Лаціо» пропустив гол в ближній кут на останніх хвилинах, тоді «Мілан» виграв з рахунком 3:1.

### «Парі Сен-Жермен»
Джанлуїджі Доннарумма 14 червня 2021 року підписав 5-річний контаркт з «Парі Сен-Жермен».

## Особисте життя
Старший брат Джанлуїджі, Антоніо — теж футбольний воротар. Він є вихованцем «Мілана», і до літа 2021 року був одним з дублерів Джанлуїджі у цій команді.

## Статистика виступів

### Статистика клубних виступів
Станом на 14 липня 2021 року
| Сезон             | Команда           | Чемпіонат         | Чемпіонат | Чемпіонат | Національний кубок | Національний кубок | Національний кубок | Континентальні кубки | Континентальні кубки | Континентальні кубки | Інші змагання | Інші змагання | Інші змагання | Усього | Усього | Усього |
| Сезон             | Команда           | Ліга              | Ігор      | Голів     | Ліга               | Ігор               | Голів              | Ліга                 | Ігор                 | Голів                | Ліга          | Ігор          | Голів         | Ігор   | Голів  |        |
| ----------------- | ----------------- | ----------------- | --------- | --------- | ------------------ | ------------------ | ------------------ | -------------------- | -------------------- | -------------------- | ------------- | ------------- | ------------- | ------ | ------ | ------ |
| 2015–16           | «Мілан»           | A                 | 30        | -29       | КІ                 | 1                  | -1                 | -                    | -                    | -                    | -             | -             | -             | 31     | -30    |        |
| 2016–17           | «Мілан»           | A                 | 38        | -45       | КІ                 | 2                  | -3                 | -                    | -                    | -                    | СІ            | 1             | -1            | 41     | -49    |        |
| 2017–18           | «Мілан»           | A                 | 38        | -42       | КІ                 | 4                  | -4                 | ЛЄ                   | 11                   | -9                   | -             | -             | -             | 53     | -55    |        |
| 2018–19           | «Мілан»           | A                 | 36        | -31       | КІ                 | 2                  | -0                 | ЛЄ                   | 0                    | -0                   | СІ            | 1             | -1            | 39     | -32    |        |
| 2019–20           | «Мілан»           | A]]               | 36        | -42       | КІ                 | 3                  | -3                 | -                    | -                    | -                    | -             | -             | -             | 39     | -45    |        |
| 2020–21           | «Мілан»           | A                 | 37        | -38       | КІ                 | 0                  | 0                  | ЛЄ                   | 11                   | -16                  | -             | -             | -             | 48     | -54    |        |
| Усього за «Мілан» | Усього за «Мілан» | Усього за «Мілан» | 215       | -227      |                    | 12                 | -11                |                      | 22                   | -25                  |               | 2             | -2            | 251    | -265   |        |
| 2021–22           | «Парі Сен-Жермен» | Л1                | 0         | 0         | КФ                 | 0                  | 0                  | ЛЧ                   | 0                    | 0                    | СФ            | -             | -             | 0      | 0      |        |
| Усього за кар'єру | Усього за кар'єру | Усього за кар'єру | 215       | -227      |                    | 12                 | -11                |                      | 22                   | -25                  |               | 2             | -2            | 251    | -265   |        |

### Статистика виступів за збірну
Станом на 9 червня 2024 року
| Дата       | Місто             | Господарі            | Результат               | Гості                | Турнір                                    | Голи | Примітки |
| ---------- | ----------------- | -------------------- | ----------------------- | -------------------- | ----------------------------------------- | ---- | -------- |
| 1-9-2016   | Барі              | Італія               | 1 – 3                   | Франція              | товариський матч                          | -1   | 46'      |
| 15-11-2016 | Мілан             | Італія               | 0 – 0                   | Німеччина            | товариський матч                          | -    | 46'      |
| 28-3-2017  | Амстердам         | Нідерланди           | 1 – 2                   | Італія               | товариський матч                          | -1   |          |
| 7-6-2017   | Ніцца             | Італія               | 3 – 0                   | Уругвай              | товариський матч                          | -    |          |
| 27-3-2018  | Лондон            | Англія               | 1 – 1                   | Італія               | товариський матч                          | -1   |          |
| 28-5-2018  | Санкт-Галлен      | Італія               | 2 – 1                   | Саудівська Аравія    | товариський матч                          | -1   |          |
| 7-9-2018   | Болонья           | Італія               | 1 – 1                   | Польща               | Ліга націй УЄФА 2018-2019 - 1-й етап      | -1   |          |
| 10-9-2018  | Лісабон           | Португалія           | 1 – 0                   | Італія               | Ліга націй УЄФА 2018-2019 - 1-й етап      | -1   |          |
| 10-10-2018 | Генуя             | Італія               | 1 – 1                   | Україна              | товариський матч                          | -1   |          |
| 14-10-2018 | Хожув             | Польща               | 0 – 1                   | Італія               | Ліга націй УЄФА 2018-2019 - 1-й етап      | -    |          |
| 17-11-2018 | Мілан             | Італія               | 0 – 0                   | Португалія           | Ліга націй УЄФА 2018-2019 - 1-й етап      | -    |          |
| 23-3-2019  | Удіне             | Італія               | 2 – 0                   | Фінляндія            | Відбір до ЧЄ 2020                         | -    |          |
| 5-9-2019   | Єреван            | Вірменія             | 1 – 3                   | Італія               | Відбір до ЧЄ 2020                         | -1   |          |
| 8-9-2019   | Тампере           | Фінляндія            | 1 – 2                   | Італія               | Відбір до ЧЄ 2020                         | -1   | 71'      |
| 12-10-2019 | Рим               | Італія               | 2 – 0                   | Греція               | Відбір до ЧЄ 2020                         | -    |          |
| 15-11-2019 | Зениця            | Боснія і Герцеговина | 0 – 3                   | Італія               | Відбір до ЧЄ 2020                         | -    | 88'      |
| 4-9-2020   | Флоренція         | Італія               | 1 – 1                   | Боснія і Герцеговина | Ліга націй УЄФА 2020-2021 - 1-й етап      | -1   |          |
| 7-9-2020   | Амстердам         | Нідерланди           | 0 – 1                   | Італія               | Ліга націй УЄФА 2020-2021 - 1-й етап      | -    |          |
| 11-10-2020 | Гданськ           | Польща               | 0 – 0                   | Італія               | Ліга націй УЄФА 2020-2021 - 1-й етап      | -    |          |
| 14-10-2020 | Бергамо           | Італія               | 1 – 1                   | Нідерланди           | Ліга націй УЄФА 2020-2021 - 1-й етап      | -1   |          |
| 15-11-2020 | Реджо-нель-Емілія | Італія               | 2 – 0                   | Польща               | Ліга націй УЄФА 2020-2021 - 1-й етап      | -    |          |
| 18-11-2020 | Сараєво           | Боснія і Герцеговина | 0 – 2                   | Італія               | Ліга націй УЄФА 2020-2021 - 1-й етап      | -    |          |
| 25-3-2021  | Парма             | Італія               | 2 – 0                   | Північна Ірландія    | Відбір до ЧС 2022                         | -    |          |
| 28-3-2021  | Софія (місто)     | Болгарія             | 0 – 2                   | Італія               | Відбір до ЧС 2022                         | -    |          |
| 31-3-2021  | Вільнюс           | Литва                | 0 – 2                   | Італія               | Відбір до ЧС 2022                         | -    |          |
| 4-6-2021   | Болонья           | Італія               | 4 – 0                   | Чехія                | товариський матч                          | -    |          |
| 11-6-2021  | Рим               | Туреччина            | 0 – 3                   | Італія               | ЧЄ 2020 - 1-й етап                        | -    |          |
| 16-6-2021  | Рим               | Італія               | 3 – 0                   | Швейцарія            | ЧЄ 2020 - 1-й етап                        | -    |          |
| 20-6-2021  | Рим               | Італія               | 1 – 0                   | Уельс                | ЧЄ 2020 - 1-й етап                        | -    | 89'      |
| 26-6-2021  | Лондон            | Італія               | 2 – 1 д.ч.              | Австрія              | ЧЄ 2020 - 1/8 фіналу                      | -1   |          |
| 2-7-2021   | Мюнхен            | Бельгія              | 1 – 2                   | Італія               | ЧЄ 2020 - чвертьфінал                     | -1   |          |
| 6-7-2021   | Лондон            | Італія               | 1 – 1 д.ч. (4 – 2 п.п.) | Іспанія              | ЧЄ 2020 - півфінал                        | -1   |          |
| 11-7-2021  | Лондон            | Італія               | 1 – 1 д.ч. (3 – 2 п.п.) | Англія               | ЧЄ 2020 - Фінал                           | -1   |          |
| 2-9-2021   | Флоренція         | Італія               | 1 – 1                   | Болгарія             | Відбір до ЧС 2022                         | -1   |          |
| 5-9-2021   | Базель            | Швейцарія            | 0 – 0                   | Італія               | Відбір до ЧС 2022                         | -    |          |
| 8-9-2021   | Реджо-нель-Емілія | Італія               | 5 – 0                   | Литва                | Відбір до ЧС 2022                         | -    | 46'      |
| 6-10-2021  | Мілан             | Італія               | 1 – 2                   | Іспанія              | Ліга націй УЄФА 2020—2021 - півфінал      | -2   |          |
| 10-10-2021 | Турин             | Італія               | 2 – 1                   | Бельгія              | Ліга націй УЄФА 2020—2021 - 3-тє місце    | -1   |          |
| 12-11-2021 | Рим               | Італія               | 1 – 1                   | Швейцарія            | Відбір до ЧС 2022                         | -1   |          |
| 15-11-2021 | Белфаст           | Північна Ірландія    | 0 – 0                   | Італія               | Відбір до ЧС 2022                         | -    |          |
| 24-3-2022  | Палермо           | Італія               | 0 – 1                   | Північна Македонія   | Відбір до ЧС 2022                         | -1   |          |
| 29-3-2022  | Конья             | Туреччина            | 2 – 3                   | Італія               | товариський матч                          | -2   |          |
| 1-6-2022   | Лондон            | Італія               | 0 – 3                   | Аргентина            | Фіналіссіма 2022                          | -3   |          |
| 4-6-2022   | Болонья           | Італія               | 1 – 1                   | Німеччина            | Ліга націй УЄФА 2022—2023 - груповий етап | -1   |          |
| 7-6-2022   | Чезена            | Італія               | 2 – 1                   | Угорщина             | Ліга націй УЄФА 2022—2023 - груповий етап | -1   |          |
| 11-6-2022  | Вулвергемптон     | Англія               | 0 – 0                   | Італія               | Ліга націй УЄФА 2022—2023 - груповий етап | -    |          |
| 14-6-2022  | Менхенгладбах     | Німеччина            | 5 – 2                   | Італія               | Ліга націй УЄФА 2022—2023 - груповий етап | -5   |          |
| 23-9-2022  | Мілан             | Італія               | 1 – 0                   | Англія               | Ліга націй УЄФА 2022—2023 - груповий етап | -    |          |
| 26-9-2022  | Будапешт          | Угорщина             | 0 – 2                   | Італія               | Ліга націй УЄФА 2022—2023 - груповий етап | -    |          |
| 20-11-2022 | Відень            | Австрія              | 2 – 0                   | Італія               | товариський матч                          | -2   |          |
| 23-3-2023  | Наполі            | Італія               | 1 – 2                   | Англія               | Відбір до ЧЄ 2024                         | -2   |          |
| 26-3-2023  | Та-Калі           | Мальта               | 0 – 2                   | Італія               | Відбір до ЧЄ 2024                         | -    |          |
| 15-6-2023  | Енсхеде           | Іспанія              | 2 – 1                   | Італія               | Ліга націй УЄФА 2022—2023 - півфінал      | -2   |          |
| 18-6-2023  | Енсхеде           | Нідерланди           | 2 – 3                   | Італія               | Ліга націй УЄФА 2022—2023 - 3-є місце     | -2   |          |
| 9-9-2023   | Скоп'є            | Північна Македонія   | 1 – 1                   | Італія               | Відбір до ЧЄ 2024                         | -1   |          |
| 12-9-2023  | Мілан             | Італія               | 2 – 1                   | Україна              | Відбір до ЧЄ 2024                         | -1   |          |
| 14-10-2023 | Барі              | Італія               | 4 – 0                   | Мальта               | Відбір до ЧЄ 2024                         | -    |          |
| 17-10-2023 | Лондон            | Англія               | 3 – 1                   | Італія               | Відбір до ЧЄ 2024                         | -3   |          |
| 17-11-2023 | Рим               | Італія               | 5 – 2                   | Північна Македонія   | Відбір до ЧЄ 2024                         | -2   |          |
| 20-11-2023 | Леверкузен        | Україна              | 0 – 0                   | Італія               | Відбір до ЧЄ 2024                         | -    |          |
| 21-3-2024  | Форт-Лодердейл    | Венесуела            | 1 – 2                   | Італія               | товариський матч                          | -1   |          |
| 9-6-2024   | Емполі            | Італія               | 1 – 0                   | Боснія і Герцеговина | товариський матч                          | -    |          |
| Усього     |                   | Матчів               | 62                      |                      | Голів                                     | -49  |          |

| Дата      | Місто                     | Господарі | Результат | Гості     | Турнір                             | Голи | Примітки |
| --------- | ------------------------- | --------- | --------- | --------- | ---------------------------------- | ---- | -------- |
| 24-3-2016 | Вотерфорд                 | Ірландія  | 1 – 4     | Італія    | Кваліфікація молодіжного Євро-2017 | -1   |          |
| 29-3-2016 | Андорра-ла-Велья          | Андорра   | 0 – 1     | Італія    | Кваліфікація молодіжного Євро-2017 | -    |          |
| 10-8-2016 | Сан-Бенедетто-дель-Тронто | Італія    | 0 – 0     | Албанія   | Товариський матч                   | -    | 46'      |
| 18-6-2017 | Краків                    | Данія     | 0 – 2     | Італія    | Молодіжне Євро-2017 - 1-й етап     | -    |          |
| 21-6-2017 | Тихи                      | Чехія     | 3 – 1     | Італія    | Молодіжне Євро-2017 - 1-й етап     | -3   |          |
| 24-6-2017 | Краків                    | Італія    | 1 – 0     | Німеччина | Молодіжне Євро-2017 - 1-й етап     | -    |          |
| 27-6-2017 | Краків                    | Італія    | 1 – 3     | Іспанія   | Молодіжне Євро-2017 - півфінал     | -3   |          |
| Усього    |                           | Матчів    | 7         |           | Голів                              | -7   |          |

## Титули і досягнення
«Збірна Італії»
- Чемпіон Європи: 2020

«Мілан»
- Володар Суперкубка Італії (1): 2016

ПСЖ
- Переможець Ліги чемпіонів УЄФА (1): 2025
- Чемпіон Франції (4): 2022, 2023, 2024, 2025
- Володар Кубка Франції (2): 2024, 2025
- Володар Суперкубка Франції (3): 2022, 2023, 2024